# Park Krajobrazowy Góry Łosiowe

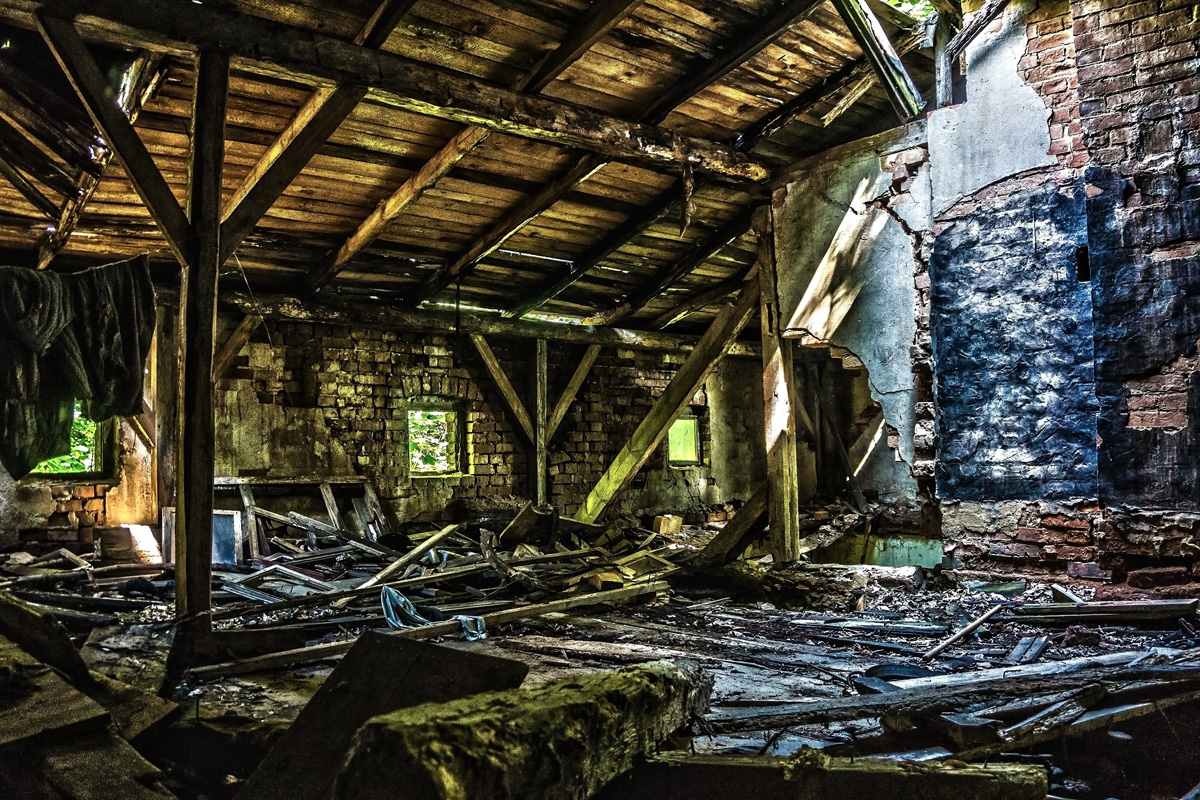
Ruiny domu, w którym urodził się Ludwik Rydygier

Park Krajobrazowy Góry Łosiowe – park krajobrazowy utworzony w 2018 roku w północnej części województwa kujawsko-pomorskiego. Zajmuje powierzchnię 4859,97 ha na terenie gmin Rogóźno i Grudziądz w powiecie grudziądzkim. Park powołano w celu zachowania mozaikowatości krajobrazu prawobrzeżnej części Doliny Dolnej Wisły oraz ochrony walorów przyrodniczych i historycznych.
Park Krajobrazowy Góry Łosiowe graniczy od zachodu z Nadwiślańskim Parkiem Krajobrazowym, a granica między nimi przebiega na rzece Wiśle. Oba te parki wraz z Chełmińskim Parkiem Krajobrazowym tworzą Zespół Parków Krajobrazowych nad Dolną Wisłą.
Teren parku jest urozmaicony krajobrazowo i obejmuje wysoczyznę morenową pokrytą najlepiej zachowanym w Polsce polem wydmowym, rozległy kompleks lasów, a także terasę zalewową Wisły, międzywale oraz dno doliny Wisły i jej dopływu – Osy. Góry Łosiowe to niewysokie wzniesienia, z których najwyższe liczy 88 m n.p.m. Stanowią dobry punkt widokowy na pobliski Grudziądz.
Na terenie Parku stwierdzono występowanie prawie tysiąca gatunków roślin naczyniowych. Naliczono tu ponad 1100 gatunków chrząszczy, 119 gatunków ptaków (lęgowych i przelotnych) oraz kilkudziesiąt gatunków ryb. Z płazów występują tu m.in. kumak nizinny, żaba jeziorkowa i ropucha zielona. Park stanowi korytarz migracyjny łosi, to od nich wzięła się nazwa tutejszych wzniesień i samego parku. W granicach parku nie utworzono żadnych rezerwatów przyrody, ale za to znajduje się tu ponad 50 pomników przyrody, m.in. unikatowe okazy jarzębu brekini, oraz jedyne w województwie kujawsko-pomorskim stanowisko dokumentacyjne – „Białochowo”.
Na terenie Parku znajdują się też ślady osadnictwa olęderskiego, stanowiska archeologiczne, miejsca pamięci narodowej, a także obiekty architektury wiejskiej – budownictwo drewniane i zabudowy z kamieni polnych. We wsi Dusocin zachowały się ruiny domu rodzinnego prof. Ludwika Rydygiera – światowej sławy chirurga. Całe to gospodarstwo zostało wykupione przez gminę i ma zostać poddane rewitalizacji, powstanie tu muzeum poświęcone chirurgowi.
Planowane jest także utworzenie ścieżki krajoznawczej o długości 13 km, prowadzącej od podnóża Gór Łosiowych do Dusocina.